# Viaduto Paulo de Frontin
O Viaduto Paulo de Frontin é um viaduto ferroviário localizado próximo à estrada de Vera Cruz, no município fluminense de Miguel Pereira. O viaduto possui estrutura metálica treliçada, formando um grande arco sobre o rio Santana. É considerado o único viaduto em ferro e em curva no mundo.
É uma construção de arquitetura belga, possui 82 metros de comprimento e 32 metros de altura. Foi construído em 1897 pela Estrada de Ferro Melhoramentos do Brasil e passou a ser da Estrada de Ferro Central do Brasil em 1903, como parte da famosa Linha Auxiliar. Posteriormente a linha entrou para a RFFSA e nesse trecho era comum a passagem de um famoso trem turístico, o Trem Azul.
Seu nome é uma homenagem ao engenheiro Paulo de Frontin, um dos responsáveis pela construção da ferrovia. Atualmente encontra-se desativado, e é usado por esportistas para fazer rapel e bungee jumping.